# Parablennius tasmanianus
Parablennius tasmanianus är en fiskart som först beskrevs av Richardson 1842.  Parablennius tasmanianus ingår i släktet Parablennius och familjen Blenniidae. Inga underarter finns listade i Catalogue of Life.